# Ayden Kuijpers
Ayden Kuijpers (Kaatsheuvel, 21 september 1991) is een Nederlands voetballer die als middenvelder voor Helmond Sport speelde.

## Carrière
Ayden Kuijpers speelde in de jeugd van VV Berkdijk, Willem II/RKC Waalwijk en Helmond Sport. In het seizoen 2010/11 zat hij twee keer op de bank voor Helmond Sport, maar kwam niet in actie. Hij debuteerde voor Helmond Sport in het seizoen 2011/12, in de met 3-2 gewonnen thuiswedstrijd tegen Sparta Rotterdam op 12 augustus 2011. Hij kwam in de 90e minuut in het veld voor Erik Quekel. In het seizoen 2011/12 kwam hij tot 5 wedstrijden voor Helmond Sport. Door blessures kwam hij hierna niet meer in actie, en Kuijpers vertrok in 2013 naar Achilles Veen. In 2020 beëindigde hij zijn voetbalcarrière vanwege reuma.

### Statistieken
| Seizoen                    | Club           | Land           | Competitie     | Competitie | Competitie | Beker | Beker | Totaal | Totaal |
| Seizoen                    | Club           | Land           | Competitie     | Wed.       | Dlp.       | Wed.  | Dlp.  | Wed.   | Dlp.   |
| -------------------------- | -------------- | -------------- | -------------- | ---------- | ---------- | ----- | ----- | ------ | ------ |
| 2010/11                    | Helmond Sport  | Nederland      | Eerste divisie | 0          | 0          | 0     | 0     | 0      | 0      |
| 2011/12                    | Helmond Sport  | Nederland      | Eerste divisie | 4          | 0          | 1     | 0     | 5      | 0      |
| 2012/13                    | Helmond Sport  | Nederland      | Eerste divisie | 0          | 0          | 0     | 0     | 0      | 0      |
| Carrièretotaal             | Carrièretotaal | Carrièretotaal | Carrièretotaal | 4          | 0          | 1     | 0     | 5      | 0      |
| Bijgewerkt op 6 maart 2018 |                |                |                |            |            |       |       |        |        |